# Peperomia foliosa
Peperomia foliosa är en pepparväxtart som beskrevs av Carl Sigismund Kunth. Peperomia foliosa ingår i släktet peperomior, och familjen pepparväxter. Inga underarter finns listade i Catalogue of Life.